# هلدر باربوسا
هلدر باربوسا (انگلیسی: Hélder Barbosa؛ زادهٔ ۲۵ مهٔ ۱۹۸۷) بازیکن فوتبال اهل پرتغال است که در پست وینگر چپ بازی ‌می‌کند.
وی همچنین در تیم‌های ملی فوتبال زیر ۱۶ سال پرتغال، زیر ۱۷ سال پرتغال، زیر ۱۸ سال پرتغال، زیر ۱۹ سال پرتغال، زیر ۲۰ سال پرتغال، زیر ۲۱ سال پرتغال، زیر ۲۳ سال پرتغال، و پرتغال بازی کرده‌است.